# Wang Guanyin
Dans ce nom chinois, le nom de famille, Wang, précède le nom personnel.
Pour les articles homonymes, voir Wang.
Wang Guanyin, né le 9 septembre 1986, est un gymnaste artistique chinois.

## Carrière
Wang Guanyin est médaillé d'or aux barres parallèles aux Championnats du monde de gymnastique artistique 2009 à Londres